# Shell Lake (Wisconsin)
Shell Lake es una ciudad ubicada en el condado de Washburn en el estado estadounidense de Wisconsin. En el Censo de 2010 tenía una población de 1.347 habitantes y una densidad poblacional de 50,95 personas por km².

## Geografía
Shell Lake se encuentra ubicada en las coordenadas 45°43′35″N 91°54′36″O / 45.72639, -91.91000. Según la Oficina del Censo de los Estados Unidos, Shell Lake tiene una superficie total de 26.44 km², de la cual 15.06 km² corresponden a tierra firme y (43.05%) 11.38 km² es agua.

## Demografía
Según el censo de 2010, había 1.347 personas residiendo en Shell Lake. La densidad de población era de 50,95 hab./km². De los 1.347 habitantes, Shell Lake estaba compuesto por el 97.7% blancos, el 0.15% eran afroamericanos, el 1.19% eran amerindios, el 0.3% eran asiáticos, el 0% eran isleños del Pacífico, el 0.15% eran de otras razas y el 0.52% pertenecían a dos o más razas. Del total de la población el 0.59% eran hispanos o latinos de cualquier raza.